# Lijst van Kortrijkzanen
Dit is een chronologische lijst van Kortrijkzanen. Het gaat om personen afkomstig uit de Belgische stad Kortrijk en personen die er gewoond hebben.

## Geboren
- Gillis Joye (ca. 1422-1483) componist
- Pierre de la Rue (1450-1518), componist
- Jacobus Vaet (1529-1567), componist
- Johannes Halsbergius (1560-1606/7), predikant
- Roelant Savery (1576-1639), kunstschilder, graveur en tekenaar
- Josijne Catharina Baggaert (ca. 1581), stichtster van het Baggaertshof
- Jan Palfijn (1650-1730), chirurg, uitvinder van de verlostang
- Jozef van Dale (1716-1781), priester
- Leonard Van Dorpe (1798-1873), politicus
- Louis Robbe (1806-1887), schilder
- Pierre Nicolas Croquison (1806-1887), architect
- Ferdinand Snellaert (1809-1872), auteur
- Ernest Gambart (1814-1902), kunsthandelaar
- Clementia Hiers (1819-1899), grootjuffrouw van het Begijnhof Kortrijk
- Jean-Baptiste Bethune (1821-1894), architect
- Hendrik Beyaert (1823-1894), architect
- Constant Devreese (1823-1900), beeldhouwer
- Paul Goethals (1832-1901), aartsbisschop
- Valère Dupont (1851-1935), beeldhouwer
- Auguste Delbeke (1853-1921), politicus
- Victor Sileghem (1855-1940), beeldhouwer
- Godefroid Devreese (1861-1941), beeldhouwer en medailleur
- Emmanuel Vierin (1869-1954), kunstschilder
- Jules Félix Carette (1866-1927), architect
- George Washington (1871-1954), uitvinder en ondernemer
- Henri-Julien Noreilde (1872-1958), beeldhouwer
- Jozef Viérin (1872-1949), architect
- Richard Acke (1873-1934), architect
- Georges-Marie Baltus (1874-1967), kunstschilder, graficus en ontwerper van tapijten en glasramen
- Fernand van Ackere (1878-1958), politicus, bestuurder en industrieel
- Georges Vandevoorde (1878-1964), beeldhouwer
- Gustaaf Doussy (1881-1948), arts en Vlaams activist
- Paul Liebaert (1883-1915), paleograaf en geschiedkundige
- Robert Gillon (1884-1972), advocaat en politicus
- André Devaere (1890-1914), pianist en componist
- Arthur Mulier (1892-1979), bestuurder en politicus
- Lieven Colardyn (1894-1962), beeldhouwer
- Suzanne Nijs (1902-1985), beeldhouwster
- Alfred De Taeye (1905-1958), politicus en minister
- Pol Provost (1907-1990), bestuurder
- Albert De Clerck (1914-1974), advocaat en politicus
- André Dequae (1915-2006), politicus
- Maurice De Bevere (1923-2001), striptekenaar
- Guido van Gheluwe (1926-2014), advocaat
- Geert Bekaert (1928-2016), kunst- en architectuurcriticus, -theoreticus en -historicus
- François Glorieux (1932-2023), pianist, componist en muziekpedagoog
- Jos De Cock (1934-2010), kunstenares
- Axel Bouts (1938), schrijver
- Chris Lomme (1938), actrice
- Pol Bamelis (1939), bestuurder
- Mia Doornaert (1945), journalist
- Francis Pieters (1947), pedagoog en musicoloog
- Stefaan De Clerck (1951), politicus
- Nicole Naert (1951), politicus
- Kristiaan Lagast (1952-2008), acteur
- Luuk Gruwez (1953), dichter
- Ivan Carlier (1955-2000), volkszanger
- Stéphane Beel (1955), architect
- Marcel Ponseele (1957), hoboïst
- Carl De Keyzer (1958), fotograaf
- Ann Demeulemeester (1959), modeontwerpster
- Eddy Vanoosthuyse (1959), klarinettist
- Sophie De Schaepdrijver (1961), historicus
- Gerda Dendooven (1962), illustrator
- Adelheid Byttebier (1963), politicus
- Els Snick (1966), vertaler en literatuurwetenschapper
- Peter Verhoyen (1968), fluitist en piccoloïst
- Stephan Vanfleteren (1969), fotograaf
- Piet Goddaer (1970), singer-songwriter
- Peter Decroubele (1974), journalist
- Nico Declercq (1975), natuurkundige
- Tom Omey (1975), atleet
- Laurence Courtois (1976), tennisser
- Leif Hoste (1977), wielrenner
- Stijn Devolder (1979), wielrenner
- Xavier Malisse (1980), tennisser
- Lien Van de Kelder (1982), actrice
- Pieter Desmet (1983), atleet
- Edmée Daenen (1985), zangeres
- Justine Desondre (1988), atleet
- Niels Destadsbader (1988), acteur
- Cedric Nolf (1989), atleet
- Kristof D'haene (1990), voetballer
- Xandro Meurisse (1992), wielrenner
- Stoffel Vandoorne (1992), autocoureur
- Harm Vanhoucke (1997), wielrenner
- Elton Kabangu (1998) voetballer

## Woonachtig geweest
- Désiré de Haerne (1804-1890), leraar
- Stijn Streuvels (1871-1969), auteur
- Guido Gezelle (1830-1899), auteur
- Hendrik Conscience (1812-1883), auteur
- Isidoor De Loor (1881-1916), priester
- Edward De Gryse (1848-1909), priester
- Piet Monballyu (1917-1994), politicus
- Hugo Claus (1929-2008}, auteur
- Pierre Mauroy (1928-2013), politicus
- Vincent Van Quickenborne (1973), burgemeester
- Losene Keita (1997), MMA-vechter

## Overleden in Kortrijk
- Prins Lodewijk van Bourbon, zoon van koning Lodewijk XIV.